# Střešovice

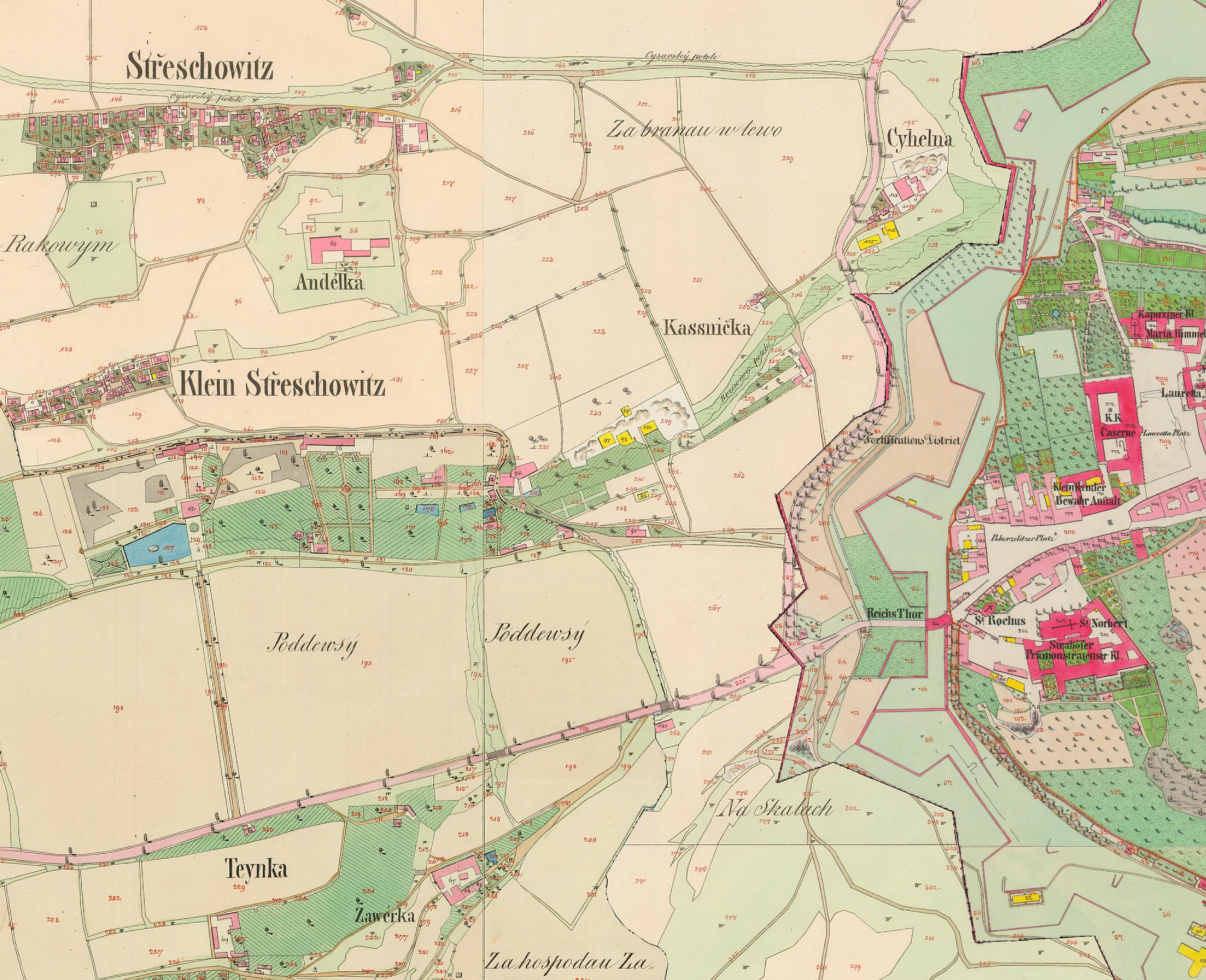
Střešovice, Střešovičky a oblast Panenské na mapě z roku 1840

Střešovice (dříve také Třešovice, Třesovice nebo Třebešice,, německy Streschowitz, dříve 
Střessowitz, Stressowitz, Tressowitz nebo Třessowitz) je městská čtvrť a katastrální území v Praze, součást městské části Praha 6. Střešovice se nacházejí v západní části Prahy vklíněné mezi čtvrtě Dejvice na severu, Hradčany na východě, Břevnov na jihu a jihozápadě, Veleslavín na západě a Vokovice na severozápadě.

## Etymologie názvu
- První písemná zmínka je v latinské zakládací listině Břevnovského kláštera z roku 993, kde přemyslovský kníže Boleslav II. ve výčtu statků klášteru připsaných označuje neobdělávaný vrch/horu ve vsi Třešovice (...montem alium incultum in villam Tressowicz)[9]. Listina je sice mladším falzem, patrně z doby Přemysla Otakara II., ale názvy falšované nejsou. V pořadí druhá zmínka tedy následovala brzy po té první roku 1273 a váže se již k majetku Strahovského kláštera, má tvar Trisowicz. Tuto posloupnost citují lingvisté [10].
- Druhý výklad vychází ze slovesa střežiti s poukazem na blízký Strahov, obě lokality svou polohou střežily přístup k Praze od západu[11].
- Třetí výklad odvozuje Střiešovice od „vsi lidí Střešových či Střiešových“, tedy od osobního jména „Střeš“ nebo „Střieša“ domáckého tvaru jména „Střezivoj“ nebo „Střezimír“. [zdroj?]

## Historie

### Základní shrnutí

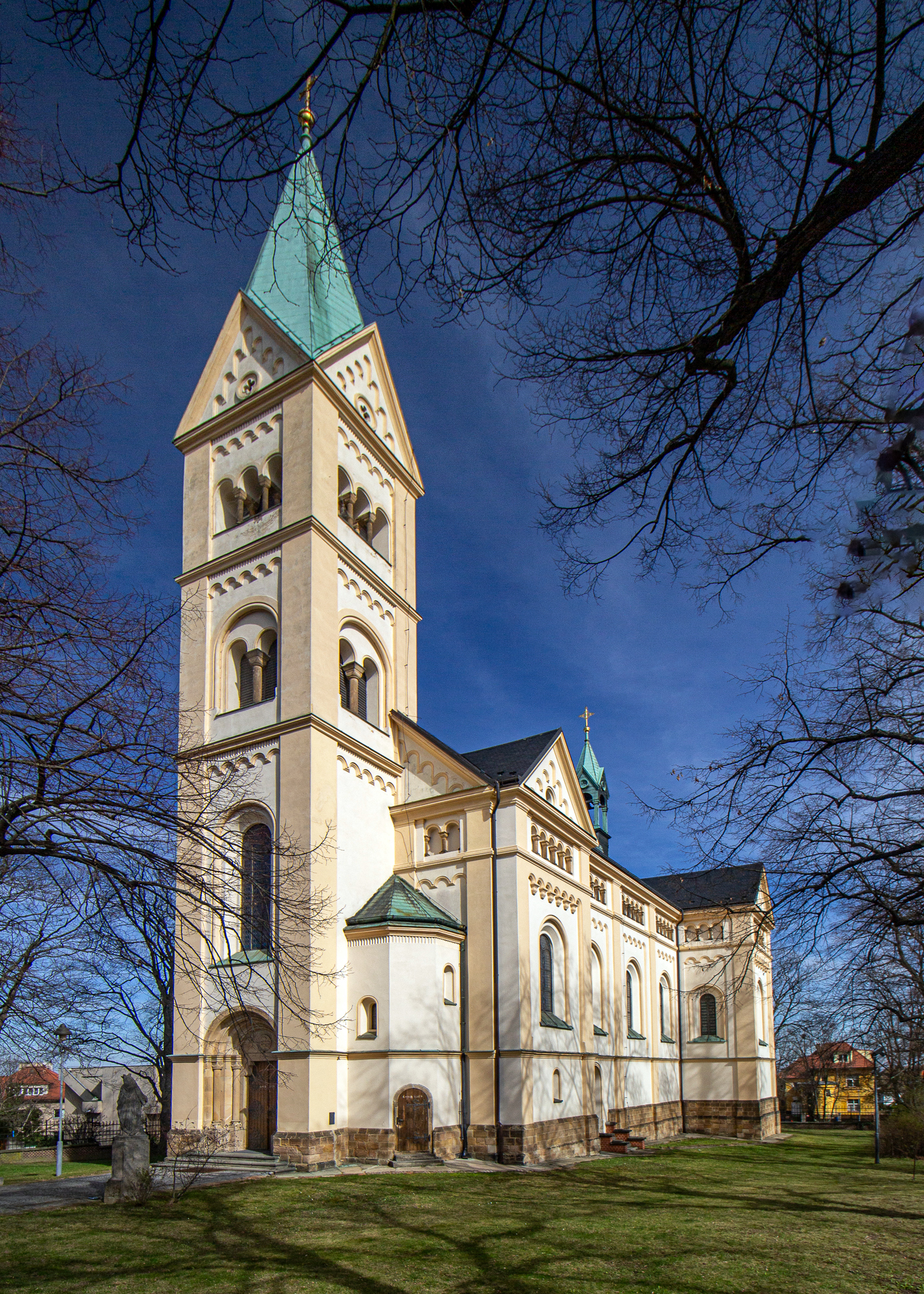
Kostel svatého Norberta

Střešovice (také Třešovice) vznikly v 10. či 11. století na území, které bylo již od 3. tisíciletí př. n. l. obyvatelstvem nepřetržitě osídleno. Obec Střešovice byla rodinným majetkem českých knížat do r. 1143, kdy byla darována Strahovskému klášteru, a přes dočasná vyvlastnění v době husitské a v době stavovského povstání zůstala v majetku tohoto kláštera v podstatě až do 20. století. Střešovice tvořily hospodářské zázemí Strahovského kláštera, jejich katastrální území zasahovalo až do těsné blízkosti areálu kláštera a po mnoho staletí patřily k Střešovicím i pozemky na Strahově, které byly připojeny k Břevnovu až roku 1922 za vzniku Velké Prahy.

### 14. až 18. století
Až do konce 18. století byla zástavba Střešovic značně rozptýlena. Jádro obce tvořil kamenný dvorec č. p. 8, připomínaný již od 14. století jako Krichův či Walschův, a skupina pěti drobných domků. Ostatní výstavba byla roztroušena po vinicích. V roce 1756 dal Strahovský klášter na vinici Andělce starší viniční usedlost přestavět na stejnojmenný dvorec č. p. 7, kam se přemístilo centrum klášterního hospodářství z dvorce č. p. 8. Na Andělce byla zřízena i kaple zasvěcená Panně Marii – Královně andělů. V roce 1771 měly Střešovice (Třešovice) celkem 14 domů a rozkládaly se v původním prostoru na výšině, osídlené již od předhistorické doby. Zástavba Střešovic kontinuálně navazovala na osadu z 10. století.

### Konec 18. a 19. století
K velké nové výstavbě došlo ve Střešovicích na přelomu 18. a 19. století. A to díky rozmachu Strahovského kláštera, kam přicházeli noví zaměstnanci. Jim byl vyčleněn pruh neúrodné půdy pod pískovcovým prahem na severní straně návrší, z něhož byl těžen stavební kámen. Byly zde stavěny malé domky téměř bez pozemků, zpočátku jednopatrové, avšak postupem doby a díky růstu obyvatelstva byly nastavovány a přistavovány. Současně také vznikla menší zástavba na jižním svahu nazývaná Malými Střešovicemi (Střešovičkami), případně podle tamní bývalé vinice Na Kocource. Jádro obce na severní straně svahu se nazývalo, nazývá Velkými Střešovicemi. V roce 1850 je ve Velkých i Malých Střešovicích celkem 102 domů a 1069 obyvatel. Roku 1855 je ve Střešovicích založena škola, která již v roce 1910 dosáhla počtu osmi tříd. Od poloviny 19. století se výstavba ve Střešovicích s rozvojem Prahy a potřebou nových pracovníků opět rozšiřuje a zástavba se zhušťuje. Roku 1890 až 1891 jsou na hřebeni střešovického kopce vybudovány kostel sv. Norberta v novorománském slohu, fara a v dnešní ulici Nad hradním vodojemem zvonička. Roku 1899 bylo Na Petynku z Prahy přeloženo Vincentinum, opatrovna pro zdravotně postižené děti. Roku 1899 byl v lokalitě Na Dračkách (severozápadně od dnešní ulice Na Dračkách až po Buštěhradskou dráhu) zřízen nový střešovický hřbitov, protože kapacita hřbitova v Šárce již nestačila. V téže době byly přečíslovány všechny domy a fara získala č. p. 2. V r. 1904 bylo postaveno Norbertinum, budova opatrovny pro osiřelé děti či děti pracujících matek ve věku od 4 do 6 let, tedy zahrnující zhruba mateřskou školu a jesle. Vedly je tři sestry premonstrátky, přišlé ze Sv. Kopečku u Olomouce.

### 20. století

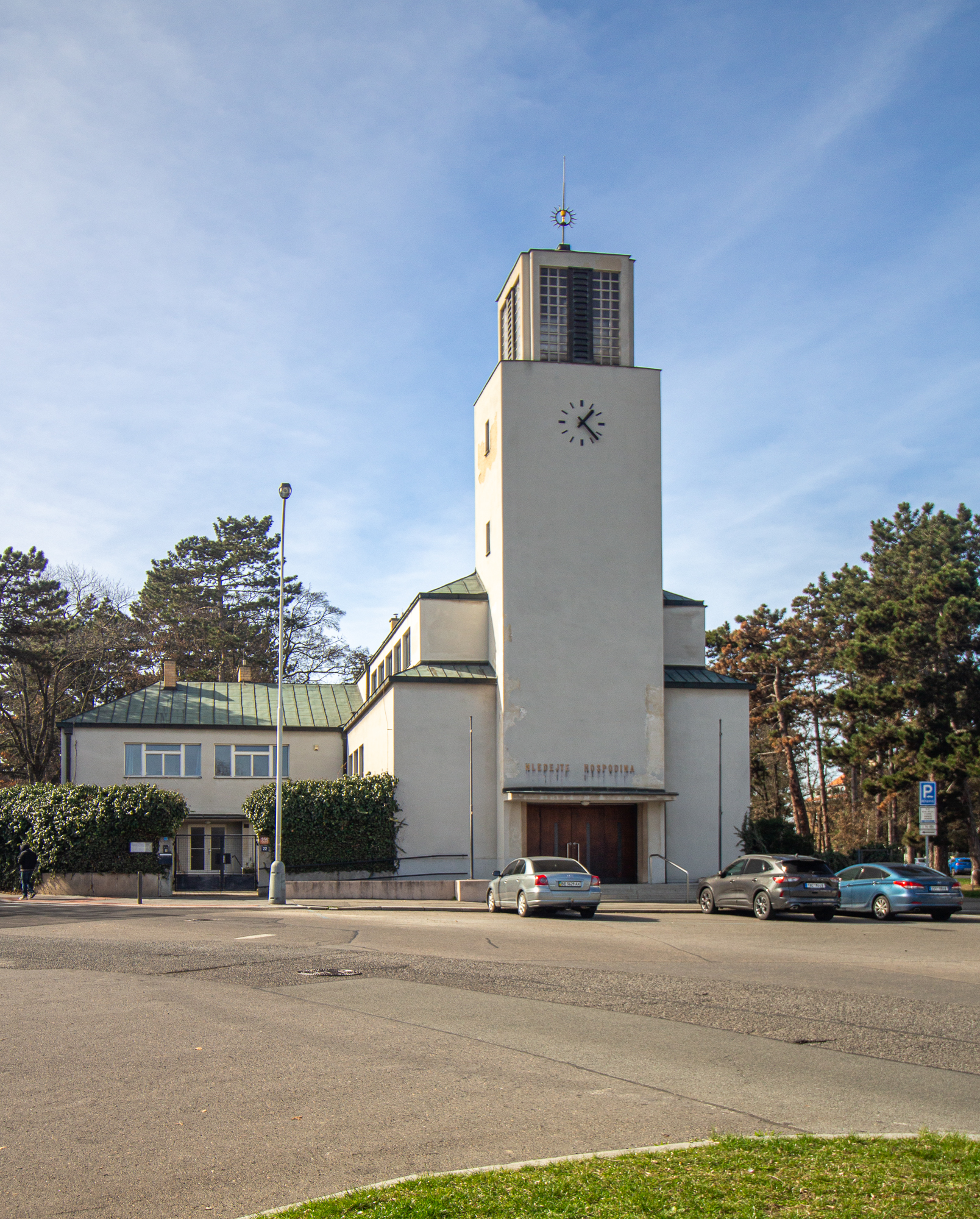
Sbor Církve českobratrské ve Střešovicích

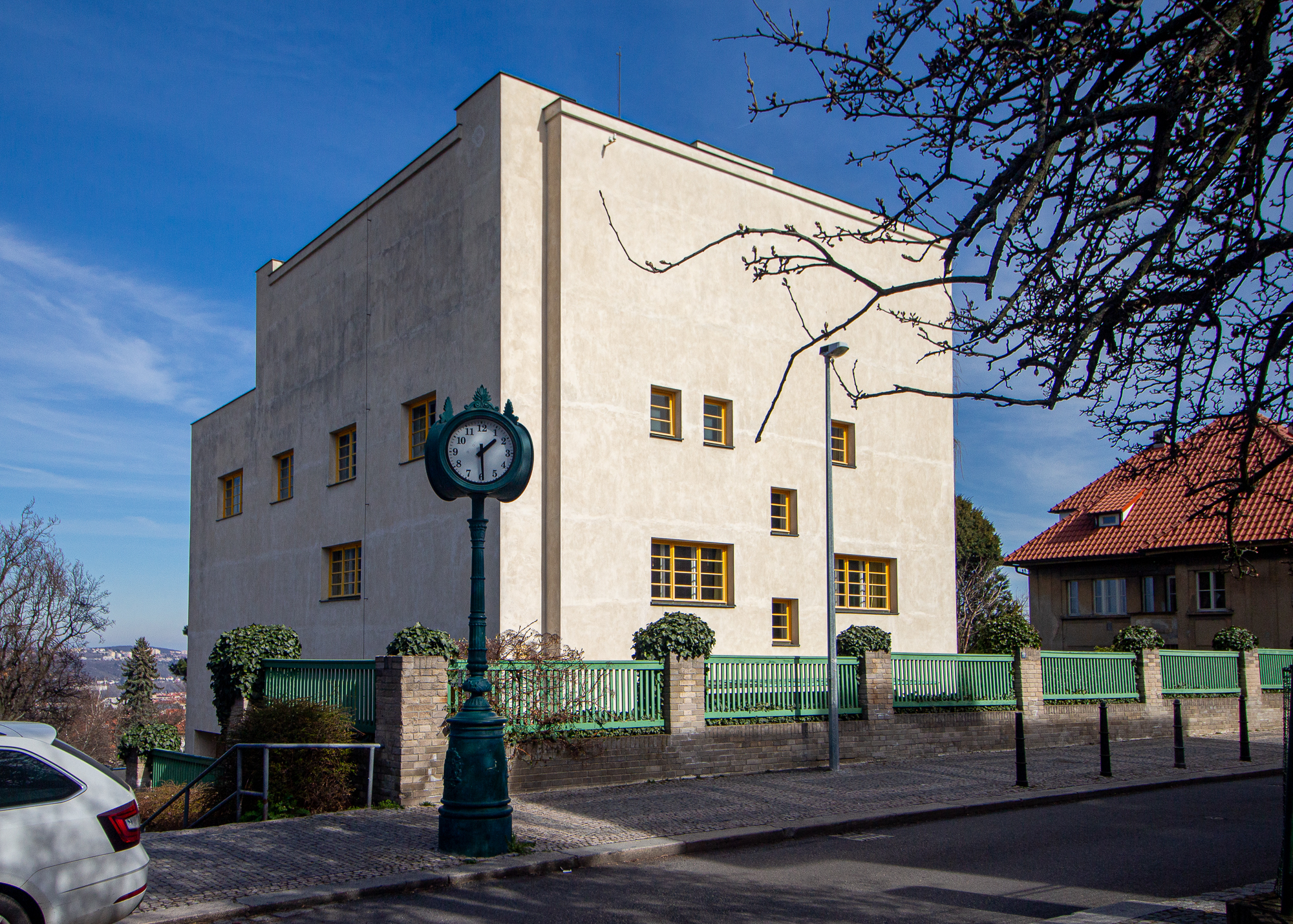
Müllerova vila na Ořechovce

V roce 1900 byly Střešovice (Třešovice) s 2500 obyvateli, opukou, cihelnou a rukavičkářstvím jednou ze vsí smíchovského okresu. V roce 1922 byly Střešovice s 3879 obyvateli a 254 domy připojeny k Praze jako součást Prahy XVIII. Následně přichází do Střešovic, jako do součásti hlavního města, velký stavební růst. Již v roce 1922 vzniká první část moderní vilové čtvrti Vořechovky (Ořechovky), v místech dřívější Bořkovy zahrady. Moderní výstavba pokračuje i v dalších letech 20. století a to nejen v oblasti Ořechovky, ale i v dalších částech Střešovic. V průběhu první poloviny 20. století vzniklo ve Střešovicích hned několik vilových čtvrtí. V roce 1938 byla v Břevnově západně od střešovických Baterií zprovozněna velká novostavba Masarykovy vojenské nemocnice. V roce 1949 byla jedna část k.ú. Střešovice začleněna k obvodu Praha 5 (s Břevnovem a s částí Liboce), druhá část k Praze 6 (s Dejvicemi, Sedlecem, Veleslavínem, Vokovicemi a s částí Bubenče, Holešovic, Hradčan a Liboce). V roce 1960 se celé k.ú. Střešovice stalo součástí nového obvodu Praha 6 a v roce 1990 se stalo součástí městské části Praha 6.

#### Novodobé zásahy ve Starých Střešovicích
Staré Střešovice jakožto soubor historicky cenných dělnických domků na severním svahu střešovického kopce nebyly až do roku 2003 vyhlášeny památkovou zónou. To se podařilo až právě roku 2003.
Na konci osmdesátých let (poprvé roku 1986) zde probíhalo rozsáhlé vystěhovávání původního obyvatelstva a celý komplex měl být srovnán se zemí kvůli výstavbě diplomatické čtvrti zemí Jižní Ameriky. Některé objekty skutečně zbourány byly (například vyhlášený hostinec U Zvoničky), avšak s příchodem Sametové revoluce v roce 1989 se veškeré plány na výstavbu diplomatické čtvrti zastavily a demolice dalších domků skončila. Ze Starých Střešovic se však již stihla stát z velké části vybydlená a chátrající čtvrť.
V roce 1995 původní vlastníci vyhráli soud s pražským magistrátem a mohli zpět odkoupit své nemovitosti, které byli nuceni prodat pod nátlakem koncem 80. let. Vyvlastněné nemovitosti, o které se nepřihlásili původní majitelé, začíná magistrát rozprodávat ve veřejných obálkových soutěžích. Zároveň zde v tomto roce začínají růst první nové domy, které nerespektují původní historickou zástavbu a prolamují dřívější výškové a objemové standardy.
V letech 1997 a 1998 je postupně ustanoveno Občanské sdružení Staré Střešovice, které si dává za cíl obnovu zdevastované zvoničky a také začíná fungovat v pozdějších letech kontroverzní Dobročinný spolek Medáků ve Střešovicích. Ten se svým názvem snažil navázat na stejnojmenný spolek vzniklý ve Střešovicích v roce 1912, který zde pořádal hudební průvody a taneční zábavy. Nově vzniklý spolek si pak dával za cíl obnovení společenského života ve Starých Střešovicích a přispění k zachování historických hodnot unikátního urbanistického souboru formou alternativních kulturních programů.
Spolek Medáků obsazuje ve Starých Střešovicích tři zdevastované domky (Starostřešovická 79, Starostřešovická 96 a Nad hradním vodojemem 946), které však nevlastní a využívá je tudíž nelegálně (tzv. Squat). Spolek se snažil v následujících letech tyto domky zčásti rekonstruovat a provozovat zde svou kulturní činnost (pořádání koncertů, divadel a výtvarných dílen). Taktéž se zasazoval o zařazení některých objektů ve Starých Střešovicích mezi kulturní památky a o zrealizování svého projektu Alternativa pro Staré Střešovice.
Mezi lety 2000 a 2003 však přicházejí komplikované spory s vlastníkem nelegálně obsazených objektů (městskou částí Praha 6). V těchto sporech se jedná především o budoucnosti daných třech objektů a případném zlegalizování pobytu Dobročinného spolku Medáků v nich. Nakonec je rozhodnuto o vypsání výběrového řízení na pronájem daných tří domků (Starostřešovická 79, Starostřešovická 96 a Nad hradním vodojemem 946).
Ve výběrovém řízení získá Dobročinný spolek Medáků pronájem jednoho domku. Spolek Medáků však toto výběrové řízení odmítne respektovat a argumentuje tím, že mu pouze jeden domek na provozování kulturní činnosti nestačí. Nadále tak neoprávněně obývá i objekty, které již ve výběrovém řízení připadly jiným zájemcům. V neprospěch Spolku Medáků rozhodl i Městský soud v Praze a nakonec je za účasti policie 25. 7. 2003 vystěhován. Tím je tento dlouholetý spor v podstatě ukončen a může být připravována plánovaná rekonstrukce daných domků.
V roce 2003 se Staré Střešovice stávají novou městskou památkovou zónou. Avšak již zde z velké části není zachován původní charakter čtvrti, který zde ještě v 70. letech 20. století byl. Taktéž tu je již postaveno mnoho novostaveb, které nerespektují původní historickou zástavbu. Přesto se zde stále mnoho cenných historických příměstských domků nalézá.
O rok později (2004) jsou za městskou památkovou zónu prohlášeny i Malé Střešovice na jižní straně střešovického kopce. Zástavba Malých Střešovic (Střešoviček) se rozkládá na podstatně menším prostoru než Staré Střešovice, ale zároveň nebyla skoro vůbec narušena novodobou výstavbou, a je proto výrazně ucelenější.

## Stavební vývoj Střešovic

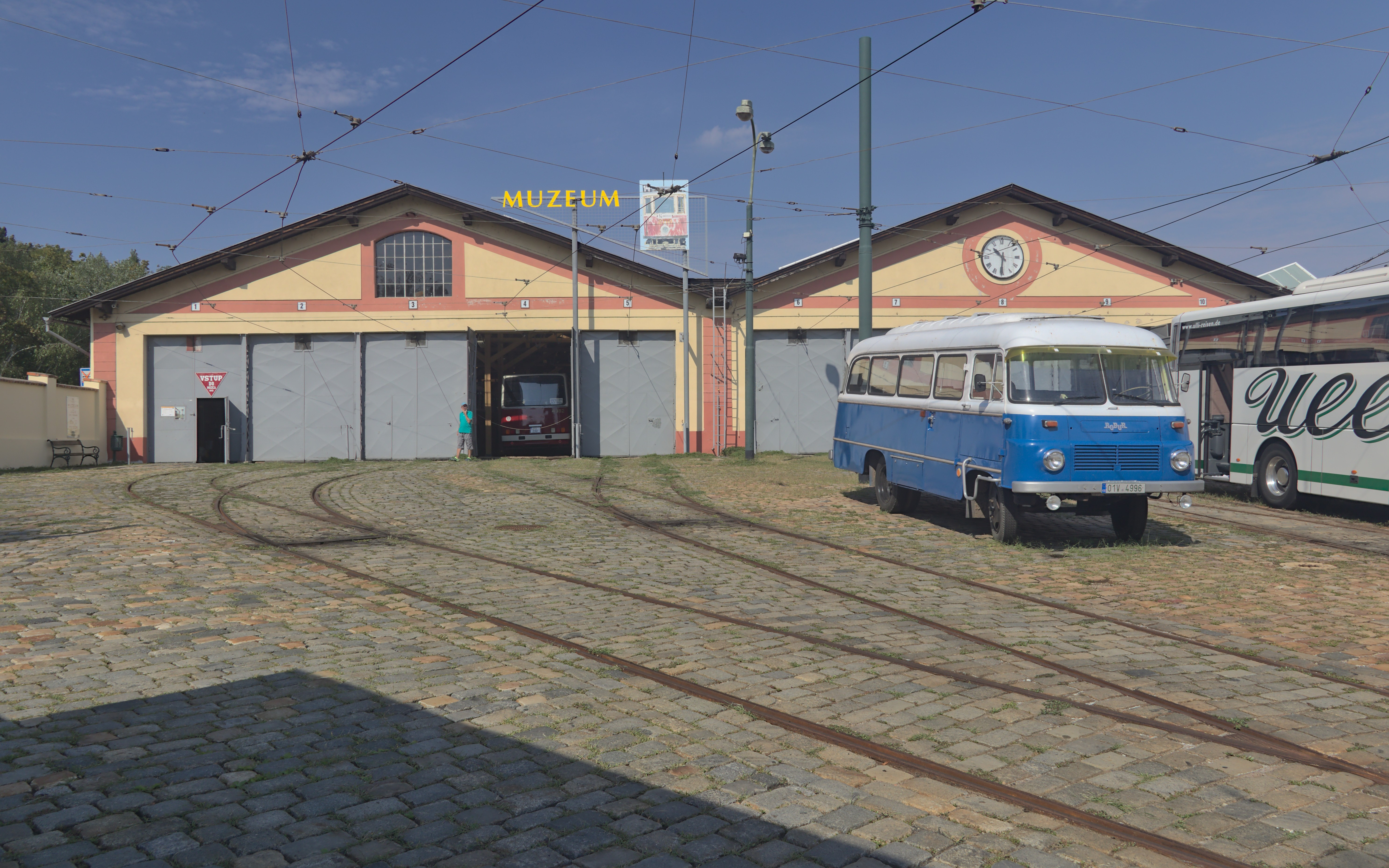
Vozovna Střešovice - Muzeum městské hromadné dopravy v Praze

Na počátku 20. století byly Střešovice jednou ze vsí smíchovského okresu s 2 452 obyvateli. V roce 1909 byla přivedena od Špejcharu ke Střešovické vozovně tramvajová trať, která rozvoj území podpořila. Se vznikem nového státu v roce 1918 přibyla potřeba hlavního města zajistit bydlení úředníků nových ministerstev i vybudování rezidencí pro zastupitelství. Vzniklo Státní stavební družstvo, které pro stavbu odkoupilo pozemky o rozloze 105 615 metrů čtverečních. Roku 1919 byla ministerstvem veřejných prací vypsána soutěž na výstavbu kolonie rodinných domků moderní vilové čtvrti.
Pro stavbu bylo zvoleno území v katastru Střešovic a byl vybrán místní název Vořechovka (Ořechovka), odvozený od „Bořkovy zahrady“. Jan Kryštof Bořek-Borscheck, sekretář dvorské komory a první komisař solního a pivního důchodu v Království českém získal pozemky roku 1709 a již o rok později zde dal vybudovat v nejsevernější části zahrady zámeček, který se rozkládal v místech dnešních vojenských objektů v Dělostřelecké ulici a zanikl v roce 1742 při dělostřeleckém bombardování Prahy.
Stavební práce, zahájené v roce 1920 na sever od dnešního Macharova náměstí, probíhaly s velkou intenzitou, takže již počátkem listopadu 1921 začalo stěhování prvních obyvatel. V roce 1922 se při vzniku Velké Prahy staly Střešovice (tehdy s 3 879 obyvateli a 254 domy) součástí Prahy XVIII a jejich rychlý stavební růst pokračoval. Došlo k úpravě ulic a elektrifikaci. Koncem roku 1922 byla převážná většina řadových domků většinou s malometrážními byty obydlena a rokem 1923 byla výstavba vlastní kolonie se stavebním nákladem téměř 60 miliónů Kč ukončena. Kolem centrální budovy vyrostla drobná malebná zástavba inspirovaná anglickými vzory. Obchodním i společenským centrem kolonie se stala Ústřední budova čp. 250, kde byla umístěna byla řada obchodů: „řádný obchod s koloniálním zbožím“, cukrářství, prodejna obuvi Baťa, galanterie, trafika, holič, řezník, instalatér Stolín, žehlírna prádla, truhlář, ale i známý biograf Ořechovka, restaurace („lepší hostinec se zahradou a sálem“), kavárna s vinárnou, a dokonce i ordinace lékařů. V roce 1927 byl společenský význam této budovy rozšířen o vybudování divadelního a tanečního sálu. Byla tu i knihovna, pošta a spolková místnost, využívaná hojně např. spolkem „Beseda na Vořechovce“.
V letech 1923–1930 se rozšířila družstevní zástavba k ulici Střešovické a dále až na hřeben střešovického návrší (převážně řadové domy a dvoj a vícedomy). Souběžně pokračovala na východ směrem k Prašnému mostu výstavba honosných vil a rezidencí zastupitelských úřadů, ale i stavba vil v bezprostředním sousedství družstevní kolonie. Vznikly ulice Cukrovarnická, Pevnostní, Hlavní náměstí (dnes Macharovo) a další. Stavělo se hlavně na jih a na východ od původní Ořechovky. V roce 1926 bylo zprovozněno prodloužení tramvajové trati na Dlabačov. Zde pak, až na několik vil, vznikala kompaktní městská zástavba činžovních domů a také občanské stavby (pošta či Jihoslovanský dům). Tato souvislá bloková zástavba plynule přecházela do katastru Břevnov.
Ve Střešovicích fungoval čilý spolkový život, občané se spolupodíleli na výstavbě tenisových kurtů i dětských hřišť. Pocit jejich sounáležitosti je nejvíce patrný na pomníku padlým 1. světové války, odhaleném v roce 1929. Náklady na jeho realizaci činily 40 000 Kč a byly hrazeny z velké části veřejnou sbírkou místních občanů. Pomník zhotovil roku 1928 sochař Josef Franěk, žák prof. Bohumila Kafky, který měl také na Ořechovce vilu s ateliérem. Pomník představuje klečícího raněného umírajícího vojáka, po stranách podstavce je uvedeno 84 jmen občanů Střešovic, padlých na bojištích 1. světové války. Je vyroben z vápence, dovezeného z proslulého kamenolomu Veseljev u města Pučišća (Chorvatsko, ostrov Brač).
V roce 1931 byla Ořechovka již prakticky dostavěné samostatné městečko. Fungovala zde vysoká občanská vybavenost s množstvím obchodů a služeb (3 řezníci a uzenáři, asi 6 obchodů s potravinami, prodejna a opravna bot, lékárna, 2 mlékárny, holič, drogerie, obuvník, cukrář a šicí potřeby s prádlem, několik restaurací a další). Byly zde také soukromé ordinace tří praktických lékařů, internista a zubařka. Spojení s centrem města bylo tramvajovou linkou č. 20, která končila u Střešovické vozovny. Odtud pokračovala pouze jednokolejka na Dlabačov. Teprve v souvislosti se zdvojkolejněním této trati byla následně od června 1932 zprovozněna odbočka Střešovickou ulicí do zastávky Ořechovka (dnešní Sibeliova).
Ve třicátých letech pokračovala stavba většinou izolovaných vil na západ od Hlavního náměstí až k hranicím katastru, kde končila u Strnadova (nyní Chládkova) zahradnictví ve Veleslavíně. Na hřebeni střešovického návrší současně vyrostla vilová čtvrť Baterie s náměstím Před Bateriemi a s evangelickou modlitebnou se sborovým domem od arch. Kozáka. Zástavba dosáhla až k rozlehlému areálu Masarykovy, nynější Ústřední vojenské nemocnice, ležící už v katastru Břevnova. V souvislosti s dokončováním výstavby areálu nemocnice byla v květnu 1938 tramvajová trať prodloužena až tam.
Přerušení stavebního ruchu německou okupací ukončilo vilovou výstavbu v severozápadní části katastru Střešovic. Nezastavěn zůstal pouze klínovitý pás mezi pokračováním Střešovické ulice a ulicí Na Petřinách západně od ulice V Průhledu, kde vyrostla zástavba až v poválečné době.

## Urbanismus

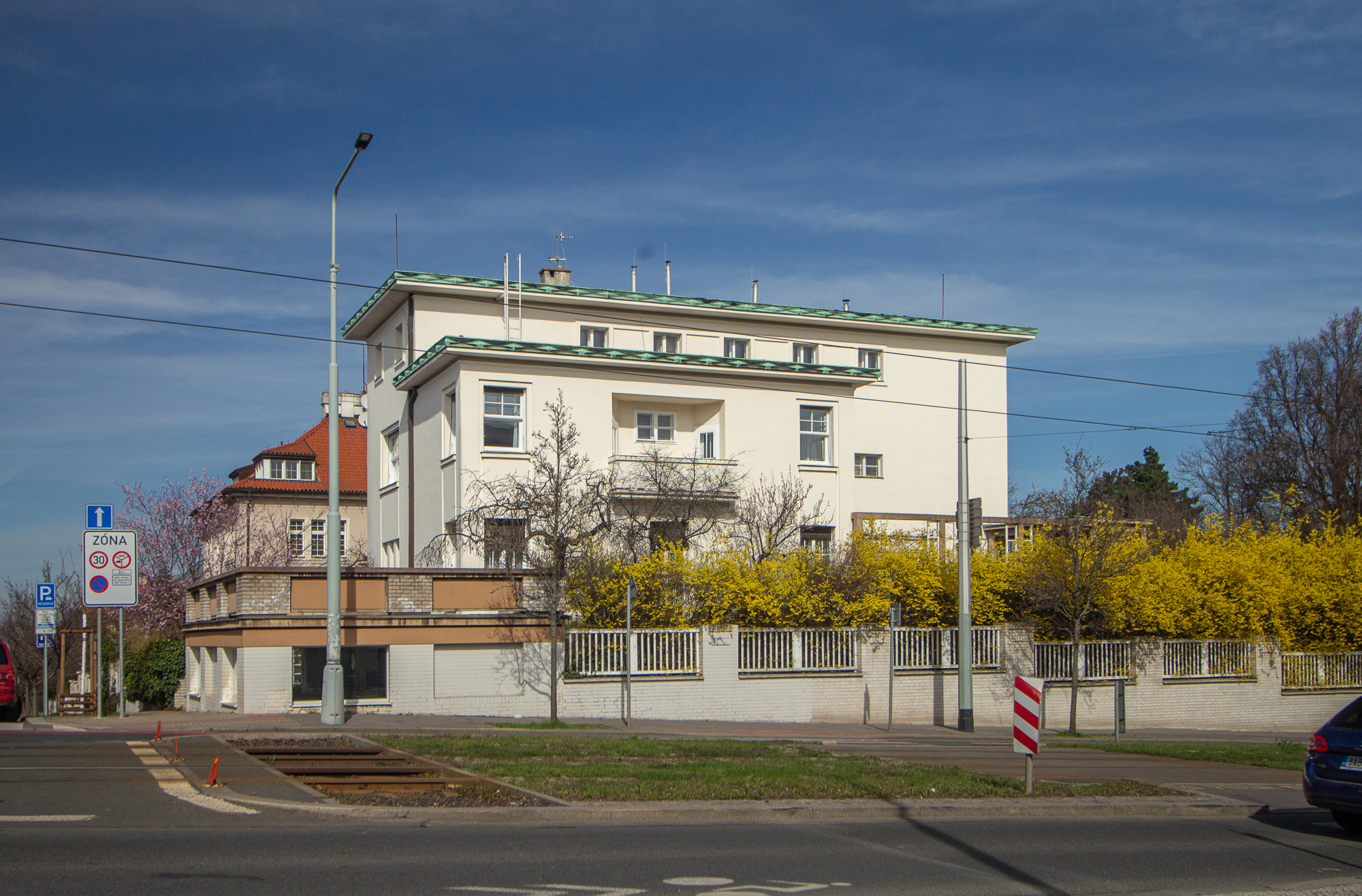
Hübschmannova (Hypšmanova) vila

V nově vzniklém československém státě stojí hlavní město před mnoha novými problémy. Jedním z nich je narůstající počet pracovních příležitostí i obyvatel. Hlavním úkolem Státní regulační komise, vytvořené v roce 1920, bylo zpracování základního urbanistického konceptu pro území Velké Prahy. Přehledný regulační a zastavovací plán vycházel ze tří hlavních teorií. Urbanismu wagnerovské moderny, anglického zahradního města a hnutí za reformu bytovou, přinášejícího nové řešení bytu i koncepce domovního bloku. Počítal s tím, že severozápadní oblast Prahy se stane souborem sídlišť zdravého bydlení, tzv. zahradních čtvrtí. Území Střešovic bylo plánem určeno pro nízké zastavění, rodinné domky v hojné zeleni. Výjimkou byl areál Výzkumného ústavu cukrovarnického, který zároveň vytvářel pracovní příležitost pro nové obyvatele, a dvě vodohospodářské stavby, přečerpávací stanice Bruska na samém východě území, tvořící velkou zelenou plochou vodojemů clonu od železniční trati a drobná stavba vodojemu Andělka na stráni ke střešovickému návrší. Ořechovka měla být vzorem pro další chystané projekty. Proto byla vypsána veřejná urbanistická soutěž na „kolonii rodinných domků na Vořechovce“. Obeslali ji přední urbanisté, stavitelé a majitelé velkých stavebních ﬁrem (Pavel Janák, František Roith, Jaroslav Vondrák, V. Šulc, Bohumil Hypšman, Alois Dryák, František Havlena, Bohumír Kozák a další). Soutěžní porotě bylo předloženo celkem 38 návrhů, z nichž deseti byly uděleny ceny a odměny. Jeden ze dvou vítězných projektů (arch. Jaroslava Vondráka a stav. J. Šenkýře) se stal podkladem pro definitivní urbanistické řešení této vilové oblasti. Jednotlivé ucelené části zástavby pak byly projektovány a prováděny podle upravených návrhů architektů, zúčastněných v soutěži (F. Vahala, B. Hybšman, J. Freiwald, František Roith, E. Hnilička a další).
Původní družstevní vilová kolonie, s hustou řadovou zástavbou, byla ohraničena na východě ulicí U Laboratoře, na západě ulicí Pod Vyhlídkou, na severu ulicemi Pod Ořechovkou a Dělostřeleckou a na jihu ulicí Na Ořechovce. Dnes je místním názvem Ořechovka obecně vnímáno širší území na sever od Střešovické ulice, ačkoliv stejný charakter zástavby mají i domy na východním cípu střešovického návrší.
Celek zahradního města se vyznačuje bohatostí kompoziční skladby prostorových urbanistických prvků a zapojením větších ploch veřejné zeleně (ulice V Průhledu a Slunná) Rovněž Hlavní (dnes Macharovo) náměstí, jehož návrh vypracoval arch. A. Dryák, je velkou zelenou plochou. Do sadových úprav bylo citlivě zapojeno dětské hřiště, tenisové kurty s klubovnou i sáňkové dráhy. Další tenisové kurty byly vybudovány v parku u vozovny na východním konci Cukrovarnické ulice a na severu podél železniční trati vzniklo v dalším parčíku dětské hřiště. Územím procházejí po vrstevnicích páteřní komunikace široké 14–20 m (Cukrovarnická, Na Ořechovce, Dělostřelecká), lemované stromořadím. Méně významné komunikace mají šířku 8 m. Magistrát doporučoval dbát co nejvíce původní terénní konfigurace. U řadových domků bylo požadováno odstupňování stavební čáry vzhledem k čáře uliční. To umožňovalo zástavbu opticky rozčlenit a do místy hlubších předzahrádek umístit vyšší zeleň. Schválená regulace se týkala procenta zastavěnosti parcely, výšek staveb, hmotového ztvárnění střech i oplocení. Pod stavebním dohledem magistrátu a pod sankcemi při nedodržení podmínek se tak podařilo spojit exteriéry zahradního města v organický celek. Z archivních dokumentů je zřejmé, že regulace byla přísně vyžadována a dodržována. Jednou z podmínek, které to umožňovaly bylo, že většina pozemků zůstávala až do kolaudace majetkem stavebních družstev.
Mimo vlastní kolonii byla zástavba rozvolněnější. Jednoduché vily či dvojvily umožnily kopírování prudčeji klesajícího terénu, který by u řadové zástavby činil problém. Domy jsou situovány v hlubších zahradách a mají velmi zajímavě řešené vstupní partie se schody, vyrovnávajícími prudký sklon terénu. Každý blok má většinou jednoho architekta a domy se liší jen v drobných detailech. Směrem od jádra kolonie přechází výstavba dvojvil či trojvil v zástavbu izolovanou, na východě charakteristickou honosnými vilami, z nichž ale většina je ještě v tradičním duchu. Výjimky jsou zato objekty zcela mimořádné, jako například vila továrníka Trauba nebo vily arch. Kozáka či Machoně.
Stylově mírně odlišná je vilová čtvrť Baterie s družstevními domky i mnoha moderními solitérními vilami, dosahující na západ až k Veleslavínu. V prodloužené ose ulice Sibeliova vzniklo náměstí Před Bateriemi s 21 m vysokou dominantou věže funkcionalistické českobratrské modlitebny (arch. B. Kozák), dostavěné v roce 1939.
Souběžně pokračovala převážně bloková zástavba mezi linií hradeb, Bělohorskou a dnešní Patočkovou ulicí až ke katastru Břevnov. Tato výstavba byla zahájena již před 1. světovou válkou a proto domy při Bělohorské jsou pojaty ještě klasicky, směrem k Patočkově ale přibývá modernější zástavba. Pod parkem v Keplerově ulice je už řada funkcionalistických domů s blokem Alexandrovy koleje a dalšími zajímavými stavbami, z nichž některé byly dostavěny až během války (budova pošty od arch. Slámy), stejně jako výrazný blok domů na jižní straně Patočkovy od arch. Jana Gillara.
Pro ochranu mimořádných hodnot území byla v roce 1991 vyhlášena památková zóna „Vilová kolonie Ořechovka“. Samostatnou památkovou ochranu mají také dvě kulturní památky moderní architektury, Kafkova vila a Sbor českobratrské církve a také nejznámější stavba moderní architektury, národní kulturní památka Müllerova vila.

## Lokální části Střešovic
- Staré Střešovice (Velké Střešovice) jsou částí Střešovic, která leží na severním svahu střešovického kopce. Rozkládají se především podél ulic Nad Hradním vodojemem a Starostřešovická. Nacházejí se zde cenné památkově chráněné dělnické domky a zvonička. Tato oblast byla také velmi medializována koncem 90. let 20. století díky působení Dobročinného spolku Medáků

- Střešovičky (Malé Střešovice) se rozkládají oproti Starým Střešovicím na jižním svahu střešovického kopce, na jehož vrcholu se nalézá kostel sv. Norberta a kostel ČCE. Ve Střešovičkách se stejně jako ve Starých Střešovicích nalézá stará vesnická zástavba dělnických domků, která je vyhlášena památkovou zónou. Zdejší památková zóna se rozkládá především kolem ulice Na Kocourkách. Historická zástavba je zde zachovalejší a ucelenější nežli ve Starých Střešovicích.

- Ořechovka je vilovou čtvrtí stavěnou v první polovině 20. století ležící na místě původní Bořkovy zahrady. Je postavena podle projektu tzv. zahradního města od Jaroslava Vondráka a Jana Šenkýře. Je zde velmi patrná inspirace anglickou architekturou té doby. Centrem celé vilové čtvrti je Macharovo náměstí s Ústřední budovou čp. 250, kde bylo i Kino Ořechovka.

- Baterie jsou stejně jako Ořechovka vilovou čtvrtí. Rozkládají se na pomezí Střešovic a Břevnova. Prostor Baterií je dobře ohraničen z jihu ulicí Na Bateriích, na severu se nacházejí Střešovické skály, na západě se rozkládá rozlehlý areál ÚVN ležící už v katastru Břevnova a na východě je vilová čtvrť Baterie ukončena Náměstím před Bateriemi s parkem a kostelem ČCE

- Další lokality jsou ve Střešovicích nazývány podle starých usedlostí, které v těchto částech byly nebo stále jsou: Petynka, Kajetánka, Andělka, Hubálka, Malovanka

## Náměstí a ulice
Statisticky se území Střešovic člení pouze na dvě základní sídelní jednotky, které od sebe odděluje hlavní střešovická dopravní tepna, ulice Střešovická a navazující ulice Na Petřinách, po nichž je veden i tramvajový provoz. Území jižně od této komunikace je vedeno jako ZSJ Střešovice-jih, území na severu jako ZSJ Ořechovka. Centrem severní části je Macharovo náměstí, centrem jižní části náměstí Před bateriemi.
Hlavní východozápadní osu jižní části Střešovic tvoří ulice Sibeliova, která vede zhruba po hřebeni střešovického kopce, na ni pak na náměstí Před bateriemi navazuje ulice Na bateriích, která se stáčí do jižního svahu. Severně od Sibeliovy ulice je oblast Starých Střešovic s ulicemi Nad hradním vodojemem, Pod bateriemi, Starostřešovická, Norbertov a Pod kostelem, východněji pak ještě ulice Na Hubálce. Jihovýchodně od Sibeliovy ulice jsou ulice U laboratoře, Nad octárnou a Otevřená, ke Střešovicím zde patří i blok zástavby navazující za Patočkovou ulicí a ohraničený ulicemi Myslbekova a Na Malovance, v němž je jižní část ulice Na Hubálce a ulice Nad vojenským hřbitovem, Za Hládkovem, západní část ulic Parléřova a Hládkov a ulice Nad Panenskou a Za Pohořelcem. V oblasti Střešoviček, tedy mezi ulicemi Sibeliova a Na Petynce, vede západovýchodním směrem ulice Ve Střešovičkách a v šikmém či příčném směru ji doplňují ulice U střešovických hřišť, Farní, U Andělky, Pod Andělkou, Nad Petynkou, Na Kocourkách, K bateriím. Západní část Střešovic tvoří menší, východní část obytného celku Na bateriích, a to východní části ulice Na bateriích, U první baterie, U druhé baterie, U páté baterie a U šesté baterie, vycházející paprskovitě z náměstí Před bateriemi.
Východozápadní osou Ořechovky je ulice Na Ořechovce, která je zároveň dopravní spojnicí mezi Hradčany a Starými Dejvicemi. Zhruba rovnoběžně s ní tvoří osnovu uliční sítě ulice Pod Ořechovkou, Dělostřelecká, Cukrovarnická, Na dračkách, Střešovická a Nový lesík a východní část ulice Pod novým lesem, která ústí do Veleslavínské ulice, v příčném a šikmém směru je pak doplňují ulice Za průsekem, U střešovického hřbitova, Na průseku, V průhledu a U podchodu, U dráhy, U přechodu, Na pěkné vyhlídce, Pod vyhlídkou, Lomená, Klidná, Na klínku, Spojená, centrální Macharovo náměstí ze stran lemují ulice Západní a Východní, dále tvoří severojižní směr uliční sítě ulice Zbrojnická, Špálova, U laboratoře, Malá, Slunná, Strmá, v nejvýchodnějším cípu Střešovic jsou ulice Pevnostní (směřující k dejvickému vysokoškolskému areálu), ulice Buštěhradská, Pod hradbami a zakončení ulice Dělostřelecké. Východní okraj Střešovic zde tvoří ulice Svatovítská se Svatovítským mostem přes železnici, jižní hranici hlavní ulice Milady Horákové a Patočkova.

## Kulturní památky, instituce, významné objekty

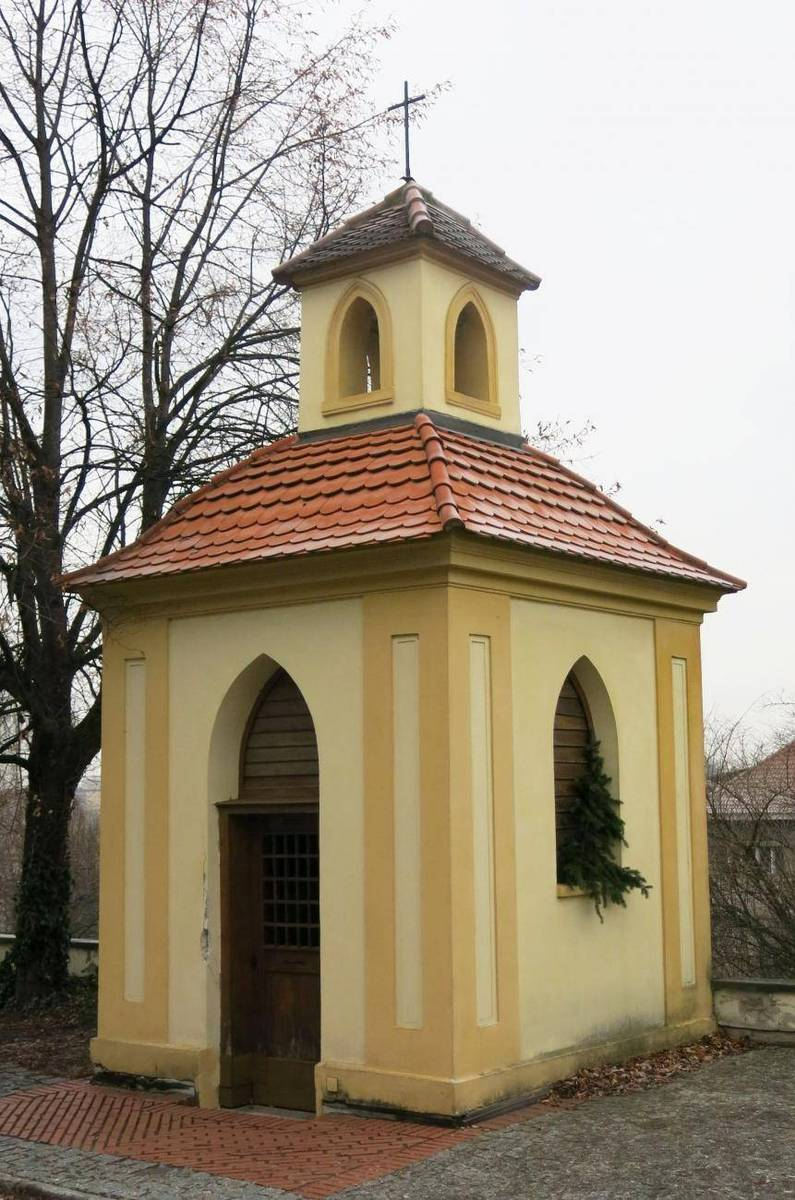
Zvonička v ulici Nad hradním vodojemem

- Kostel svatého Norberta (1890–1891), je farní římskokatolický kostel, postavený v novorománském slohu v roce 1891 podle návrhu arch. František Rožánek, založený péčí strahovských premonstrátů, pod jejichž duchovním vedením je farní úřad dodnes
- fara kostela sv. Norberta, Sibeliova 2
- Sbor Církve českobratrské, Před bateriemi – navrhl ing. arch. Bohumír Kozák 1938
- Müllerova vila (1928–1930), arch. Adolf Loos a Zdeněk Lhota, Nad hradním vodojemem 14
- Vlastní vila arch. Otty Rothmayera, arch. Otto Rothmayer, U páté baterie 50
- MPZ Vilová kolonie Ořechovka
  - Vila s ateliérem sochaře Bohumila Kafky, Na Ořechovce čp. 484/41, arch. Pavel Janák
  - Vlastní vila architekta Bohumila Hübschmanna (1926–1927), čp. 565, U Laboratoře 4, arch. Bohumil Hypšman
  - Vila s ateliérem malíře Vincence Beneše (1923), arch. Pavel Janák, Cukrovarnická 24 (Vilová kolonie Ořechovka)
  - Dvojdům pro Emila Fillu a Františka Krejčího (1925), arch. Pavel Janák, Lomená 12/494
  - Vila s ateliérem malíře Václava Špály (1931–1932), arch. Otakar Novotný, Na Dračkách 5
  - Vila továrníka Edmunda Trauba (1928), arch. Bruno Paul, Pod hradbami 7
  - Vila prezidenta Václava Havla, Dělostřelecká 1
  - Vila Ferdinanda Hrejsy
  - Vila Břetislava Bendy
- Venkovská usedlost, Nad hradním vodojemem 17
- Kino Ořechovka
- urbanistický celek Starých Střešovic
- zvonička
- Střešovický hřbitov, zřízen 1899; původně krajinný areál s kaštanovou alejí, vedoucí od křižovatky ulic Nový Lesík a Pod novým lesem, svévolně zrušenou v letech 1975–1980; hroby významných osobností: Emil Filla, Iša Krejčí, Vojta Beneš, Milan Chladil, Jiřina Švorcová, aj.
- Chládkovo zahradnictví – jeden ze dvou prvorepublikových zahradnických závodů, restituovaný Chládkovou rodinou, od 90. let 20. století prosperující a podstatně rozšířený; druhé Strnadovo zahradnictví bylo situované západně od něj, po znárodnění existovalo, ale kolem roku 1990 zaniklo.
- Vozovna Střešovice / Muzeum městské hromadné dopravy v Praze, Střešovická čp. 132
- Přečerpávací stanice Bruska, Pod hradbami, Dělostřelecká, Buštěhradská čp. 467
- Střešovické skály, pískovcový masiv, chráněný krajinný útvar
- Střešovická studánka (nad penzionem Chaloupka)
- Základní škola Norbertov
- Základní škola Park Lane International School
- Studijní a dokumentační centrum Norbertov pro propagaci moderní pražské meziválečné a poválečné architektury v návaznosti na Müllerovu a Rothmayerovu vilu
- Sokolovna (T.J. Sokol Praha Střešovice)

## Osobnosti
Herci Jaroslava Adamová, Vladimír Brabec, Iva Janžurová, Stanislav Remunda, Sabina Remundová, Theodora Remundová, Jiří Suchý, Jiřina Švorcová, Jan Tříska, Oldřich Vlach; básníci Bohumila Grögerová a Josef Hiršal, básník a politik Josef Svatopluk Machar, dramatik Jaroslav Dietl, malíři Václav Fiala, Emil Filla, spisovatel Dominik Filip, Karel Holan, Miloslav Holý, Václav Špála, sochaři Bohumil Kafka, Kurt Gebauer, sochař a restaurátor Karel Stádník, památková architektka a pedagožka Doc. Milada Radová-Štiková (1920–2003); archeologové Bořivoj Nechvátal a Helena Olmerová, etnoložka Alena Plessingerová, kreslíři Miroslav Barták, Ondřej Sekora mladší, Jiří Winter-Neprakta, grafik Vladimír Suchánek, fotografka Dagmar Hochová, hudební skladatelé Iša Krejčí, Pavel Bořkovec, hudebník Vladimír Merta, herec a režisér Jaromír Pleskot, televizní dramaturgyně Jana Dudková, scenárista Jiří Melíšek, publicista Ota Nutz, vědec a vynálezce Otto Wichterle, konferenciér Eduard Hrubeš, herečka Helena Štáchová, scenárista Vítek Pokorný, a mnozí další.

## Sport

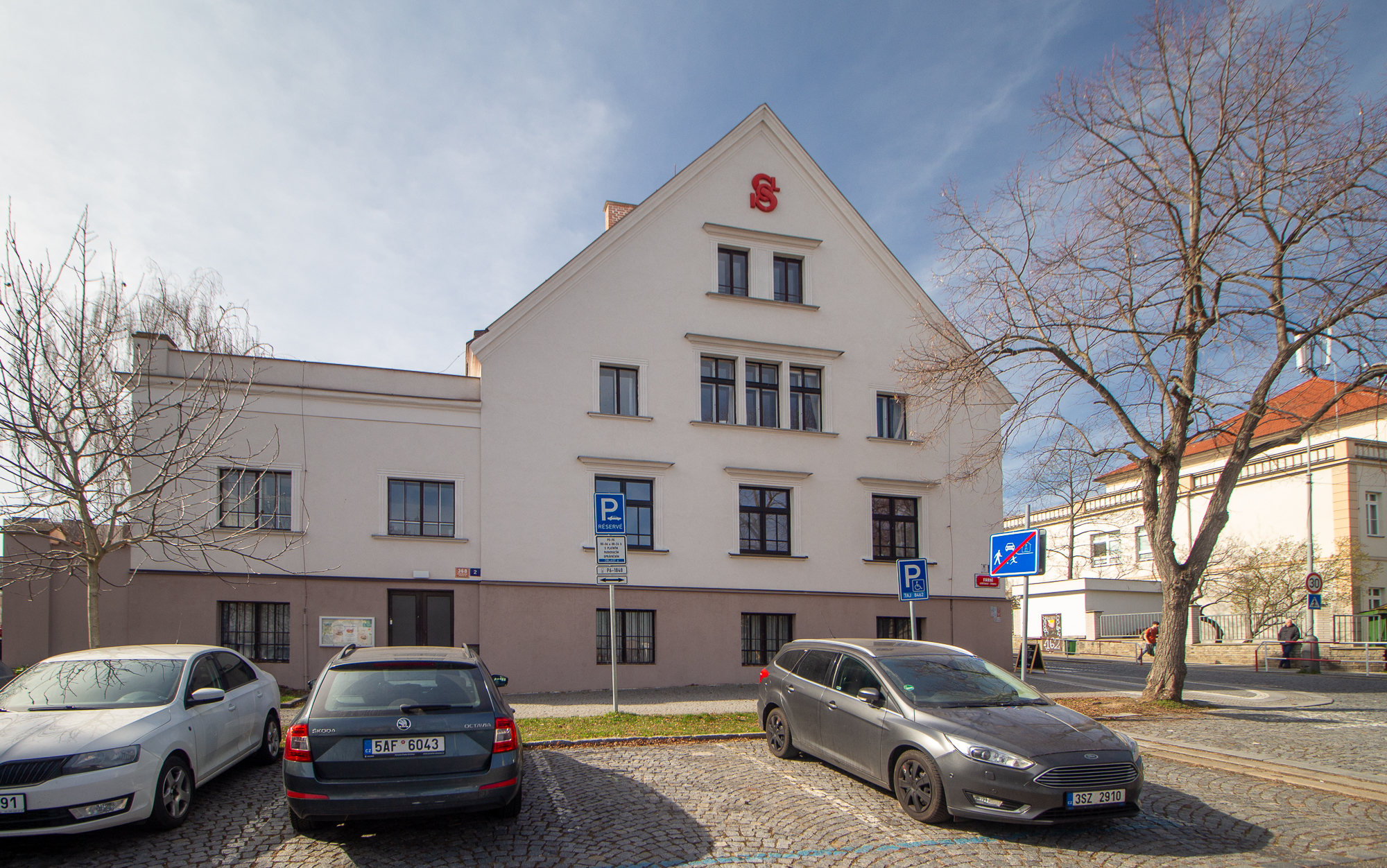
Sokolovna stojící v místě někdejší usedlosti Andělka

Střešovice patřily od 80. let 19. století k aktivním sportovním obcím. Roku 1885 zde byl založen Sokol, který patřil do Sokolské župy podbělohorské a v době účasti na I. sletu v Kladně roku 1892 měl již 80 členů. Následně si adaptací dosavadního nárožního dvorce č.p. 7 vybudoval sokolovnu Na Andělce.
Ve spodní (severní) části obce byl roku 1911 založen Sportovní klub S.K. Střešovice s hřištěm východně od hřbitova, dnes především známý jako fotbalový oddíl S.K. Střešovice 1911.
Rozšířením Sokola vznikla Tělovýchovná jednota Tatran Střešovice. Dnes to je sportovní oddíl se třemi areály, organizující florbal, fotbal, házenou, basketbal, volejbal a tenis. V roce 1993 byly v rámci TJ založeny jedny z prvních florbalových oddílů v Česku, Tatran Střešovice a Tatran Excalibur. Tatran Střešovice je nejúspěšnější český mužský florbalový tým se sedmnácti tituly z nejvyšší soutěže.

## Doprava
Střešovice jsou rozpůleny místní hlavní komunikací, Střešovickou ulicí, která odděluje od sebe Ořechovku a zbylé části Střešovic a pokračuje ulicí Na Petřinách do místní části Břevnov. Po Střešovické je vedena tramvajová trať od stanice tramvají a autobusů Střešovická vozovna na konečnou MHD Petřiny. Na trati jsou umístěny tramvajové zastávky: Střešovická vozovna, Sibeliova, Ořechovka, Baterie, Vojenská nemocnice (ležící už v katastru Břevnova), Větrník, sídliště Petřiny. Pro dopravu do Střešovic lze využít také metro trasy A, stanice Petřiny a odtud čtyři linky městských autobusů. Tato stanice je dopravní tepnou, autobusy spojují Střešovice přímo s letištěm Ruzyně, s nákupními centry ve Zličíně, v ulici U letiště, s centry Nový Smíchov a Stodůlky. Také ze stanic metra Hradčanská a Dejvická vedou do Střešovic dvě linky autobusů.
Další autobus jezdí od metra A ze stanice Bořislavka, projíždí zastávkami Pod Vyhlídkou, Macharovo náměstí a Vozovna Střešovice. Dále pokračuje po hřebeni kopce přes zastávky Sibeliova, Norbertov, náměstí Před Bateriemi, Tallichova a U vojenské nemocnice, až do konečné zastávky před poliklinikou Stamicova.

## Fotogalerie

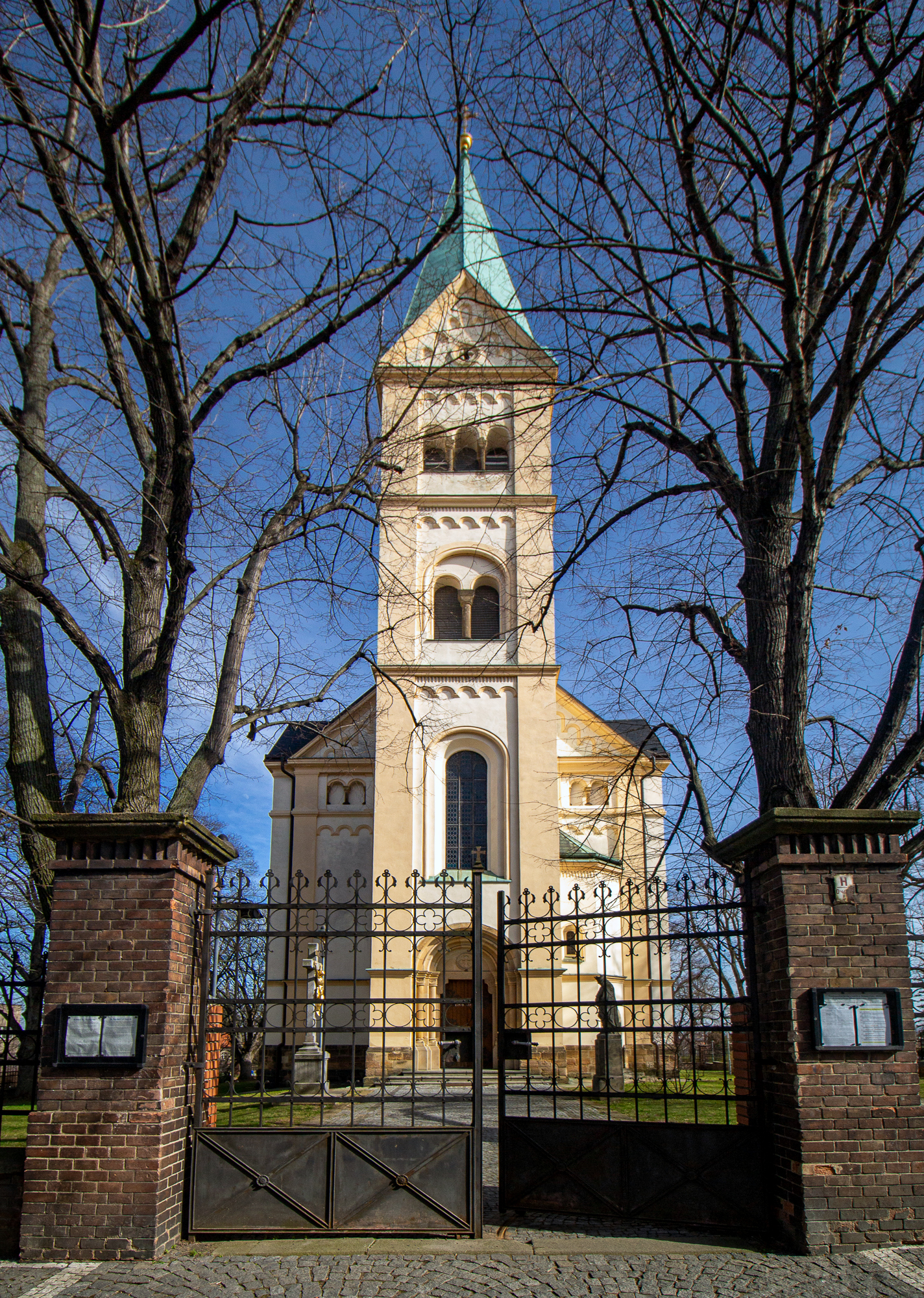
Průčelí kostela sv. Norberta
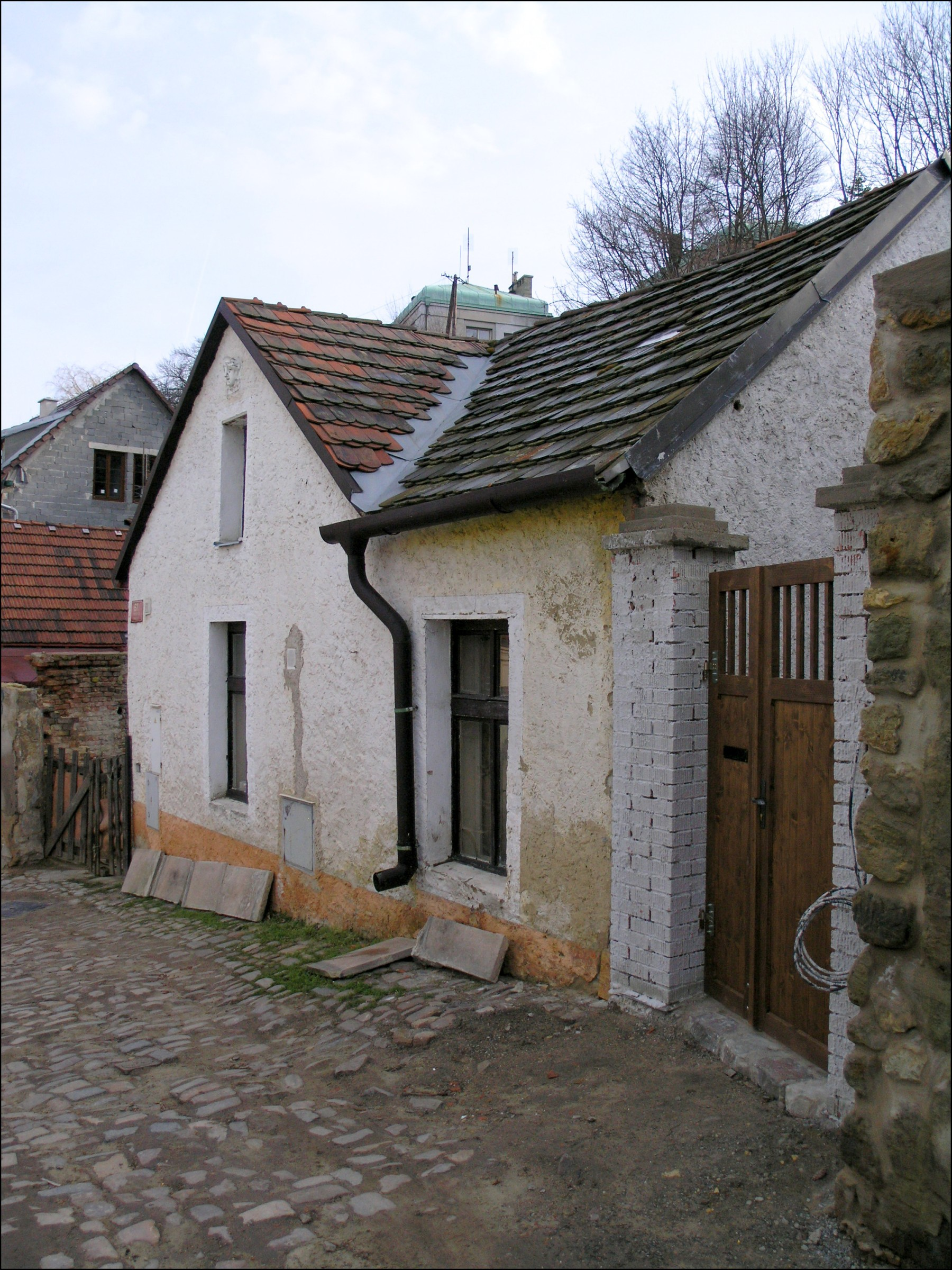
Typický starý střešovický domek
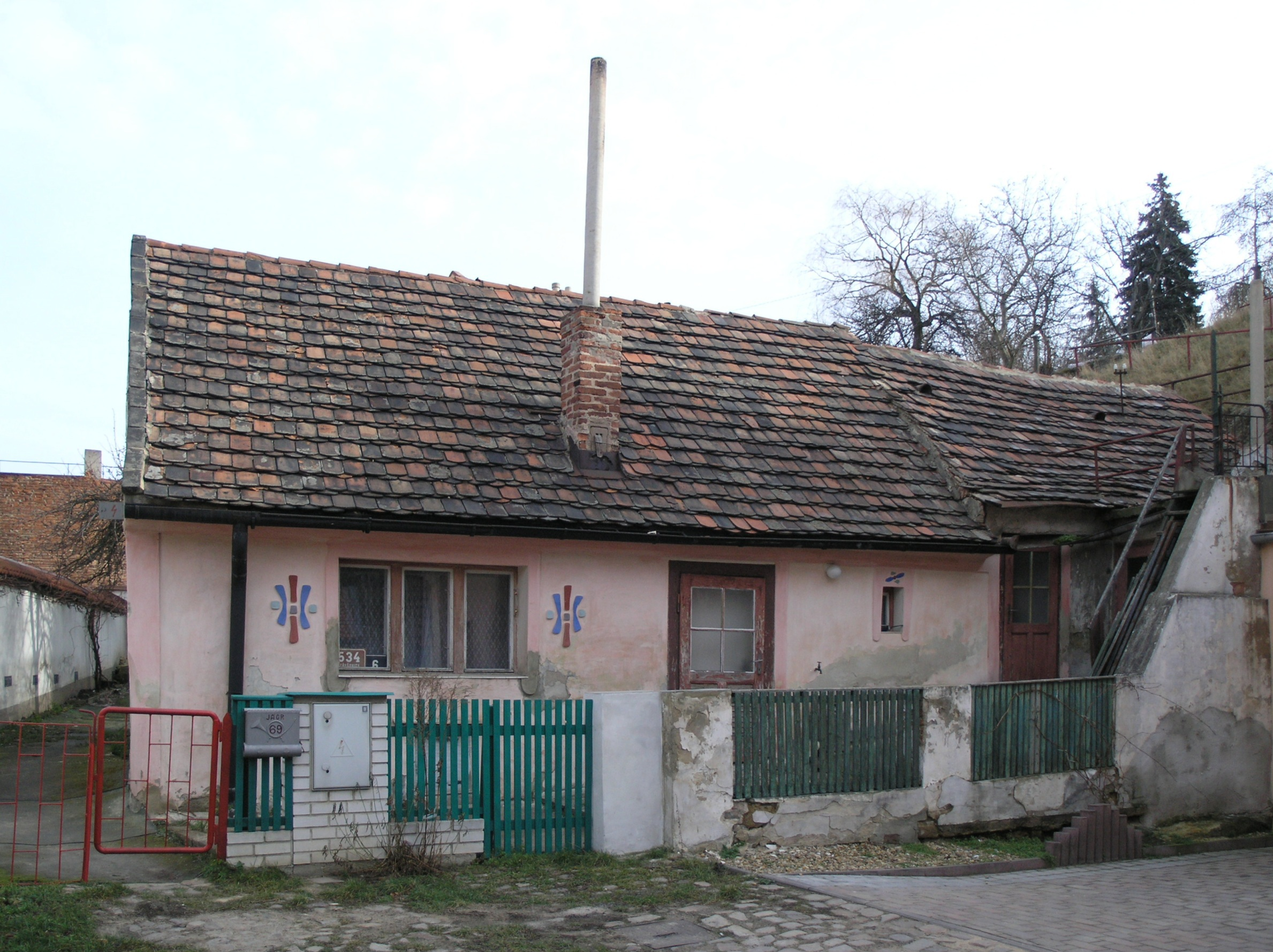
Typický starý střešovický domek
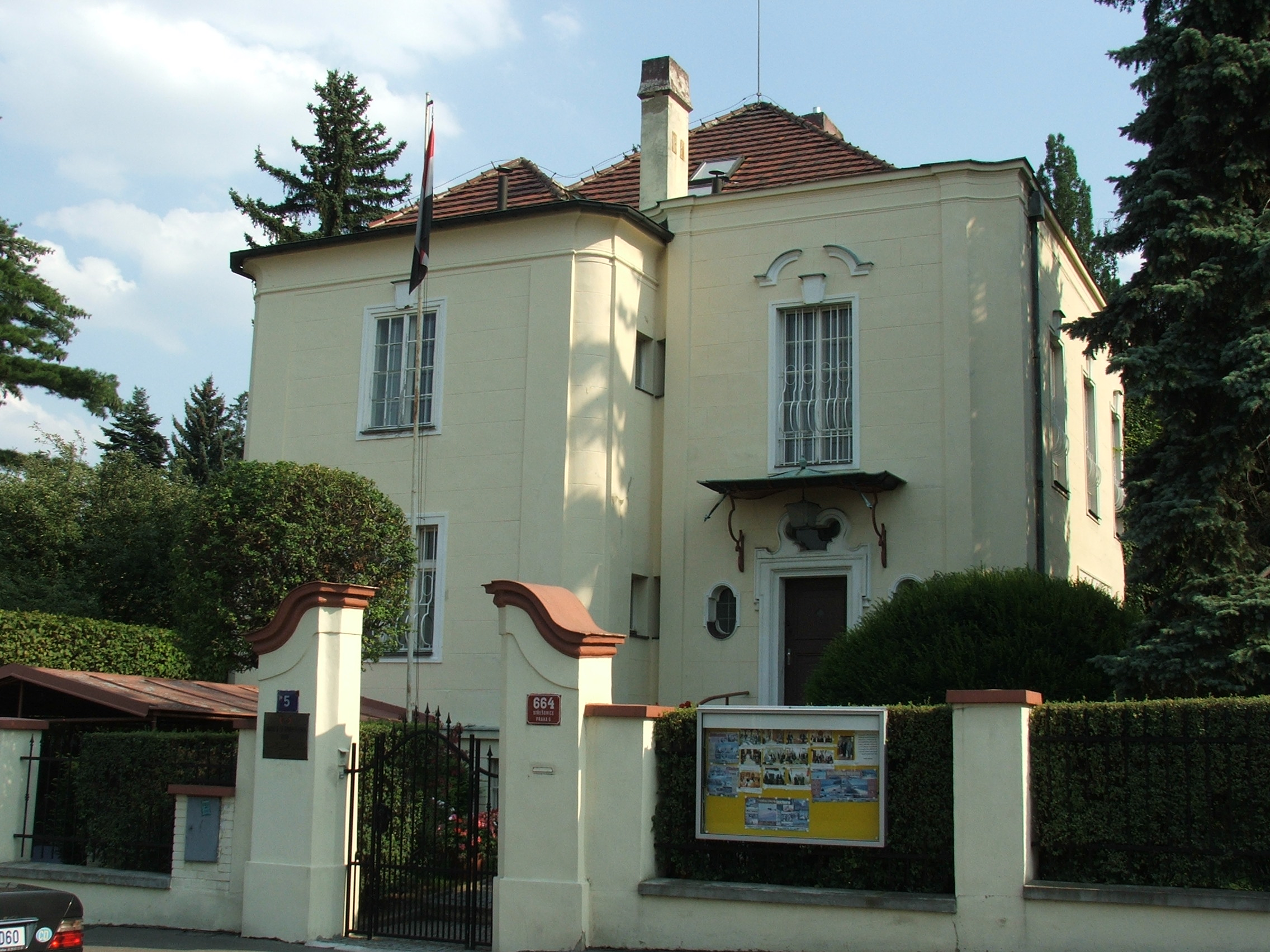
Vila na Ořechovce
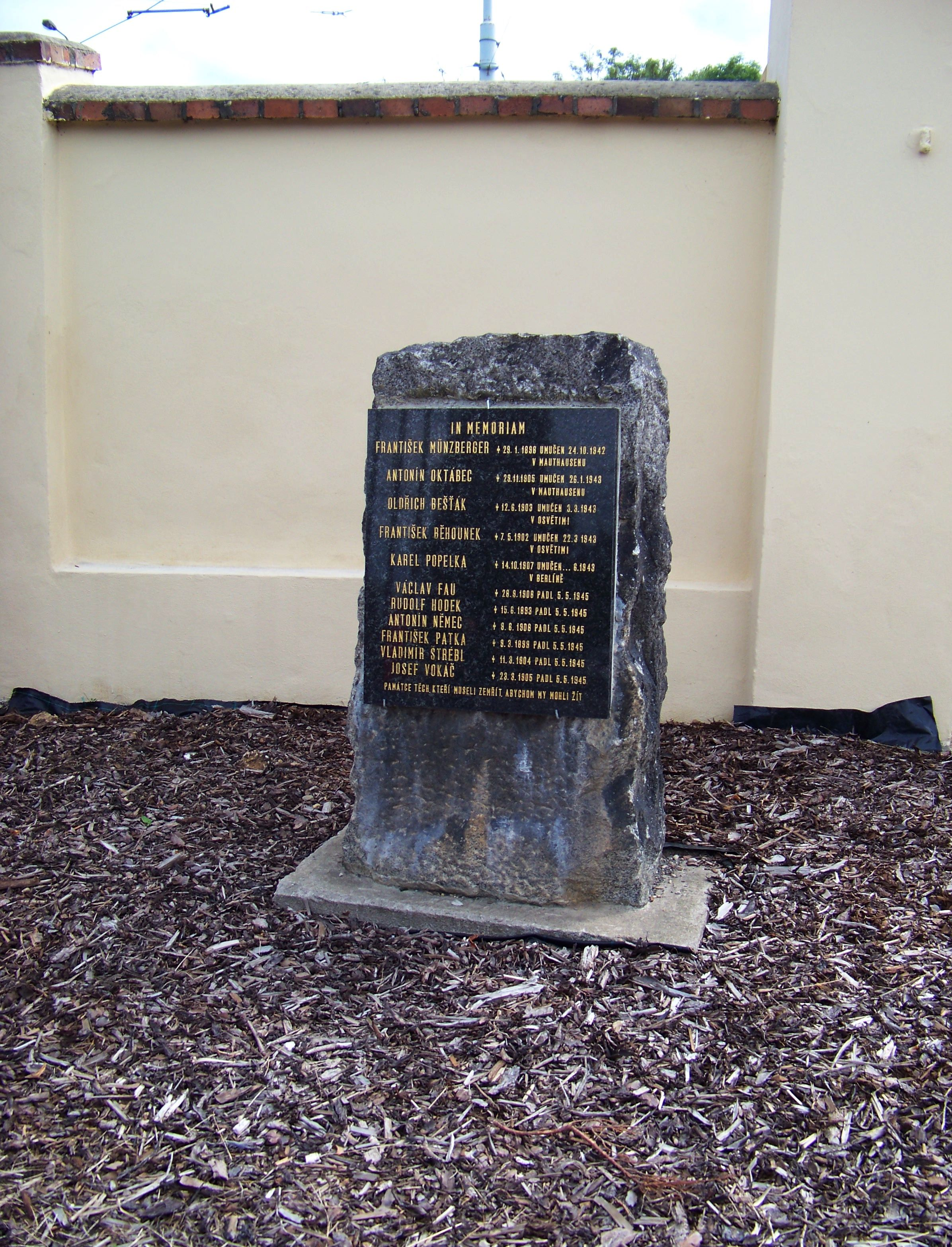
Památník obětem druhé světové války ve Střešovicích
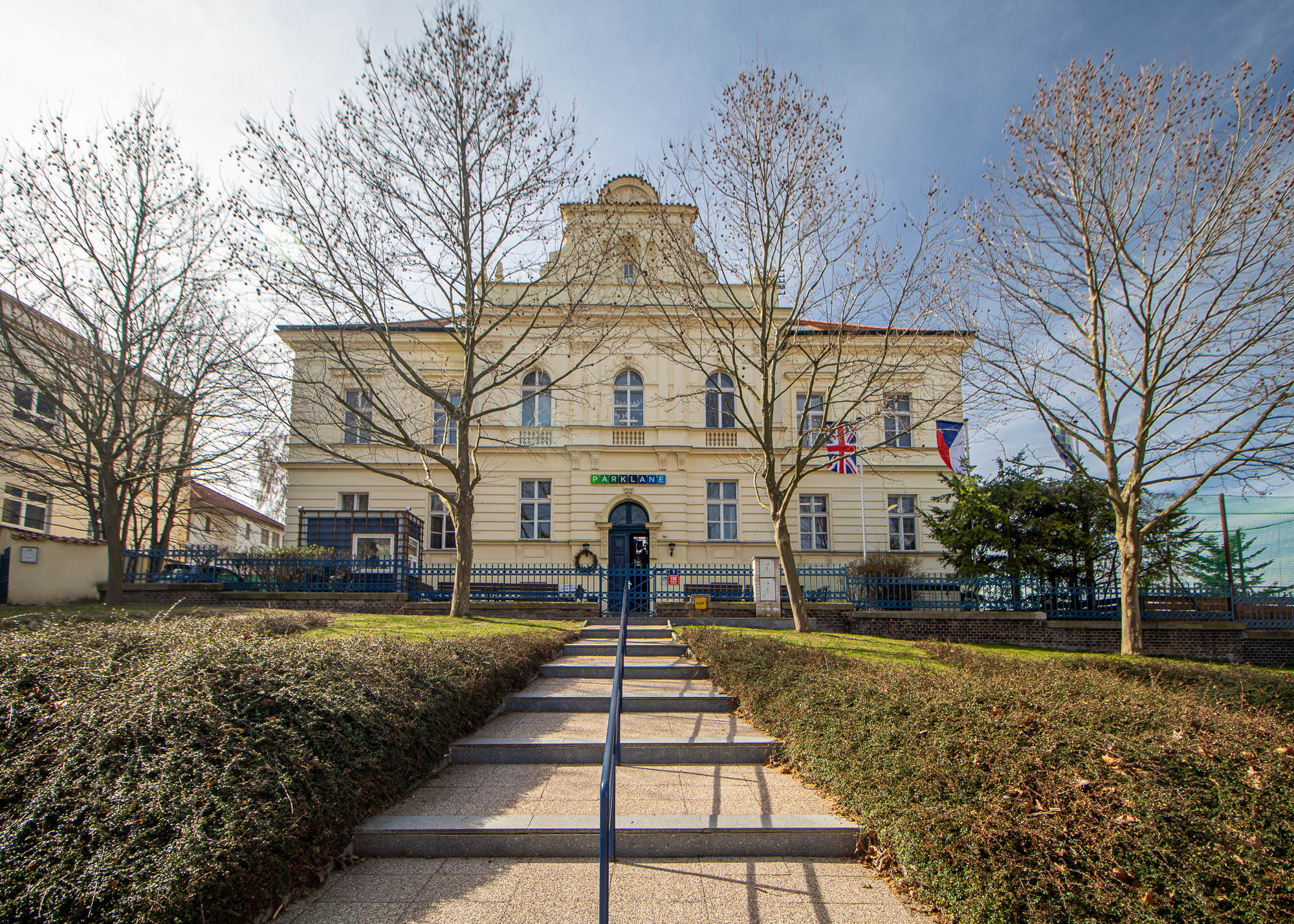
Mezinárodní škola Park Lane
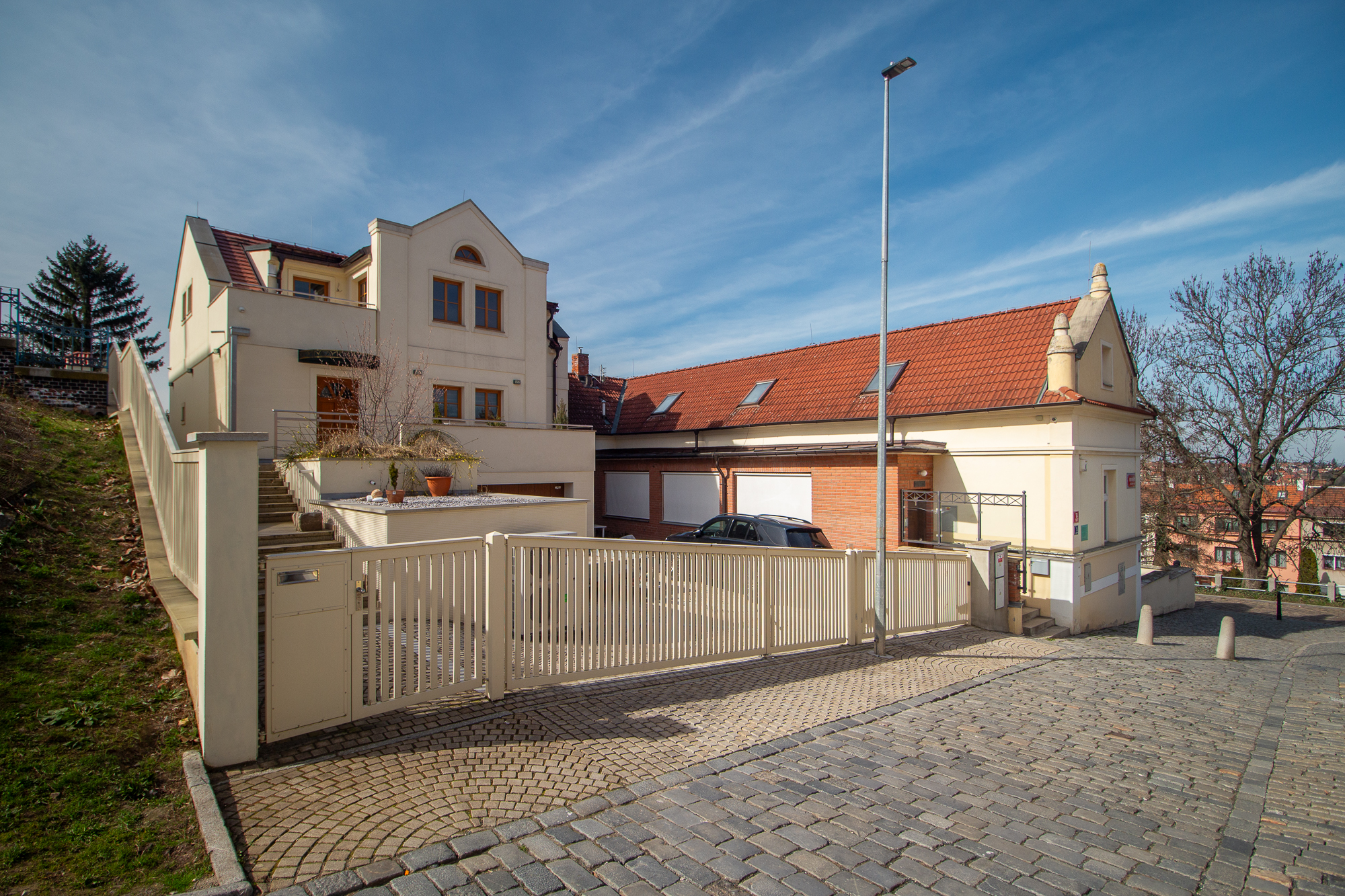
Studijní a dokumentační centrum Norbertov